# Johan Cesar Godeffroy

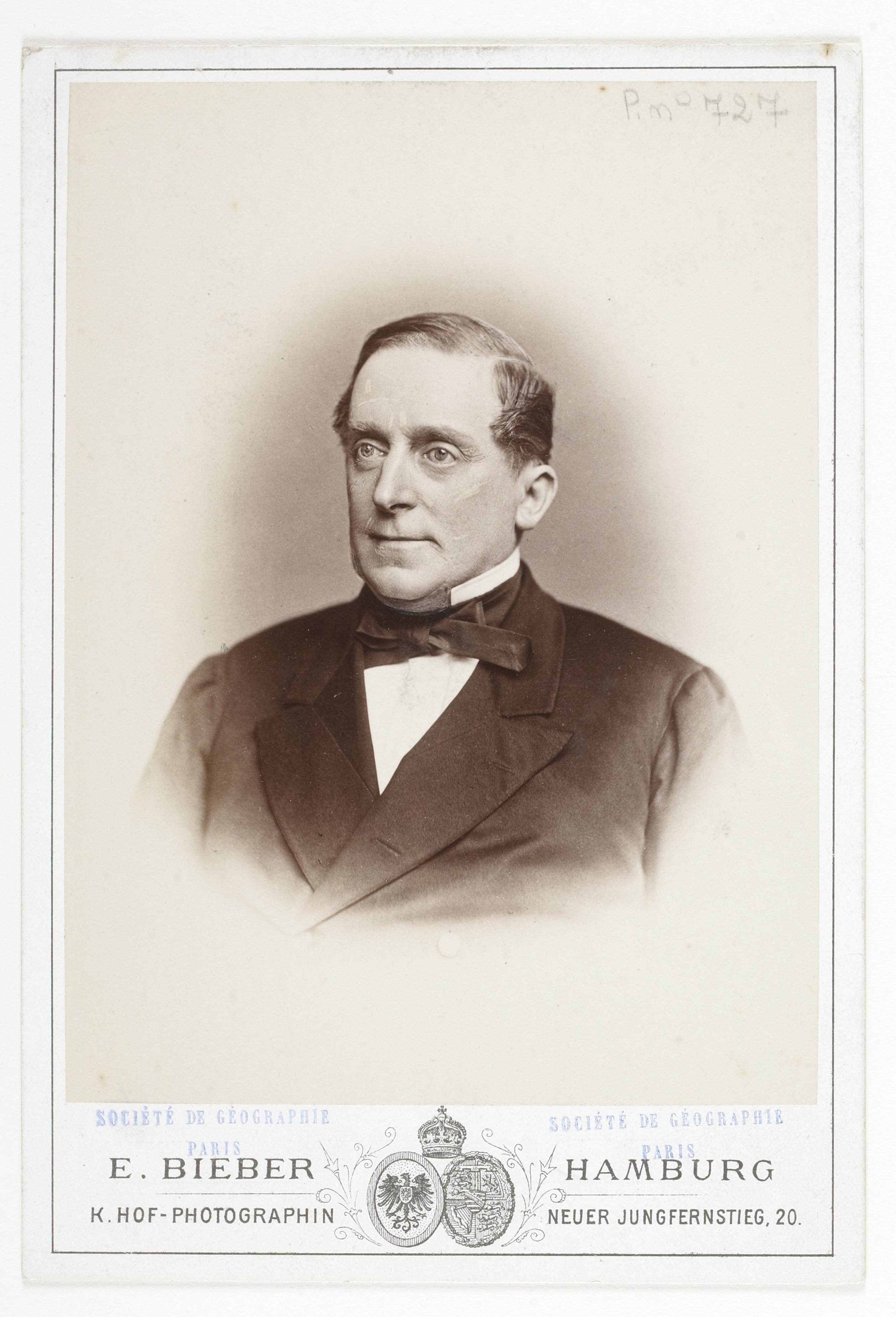
Johan Cesar Godeffroy in 1883

Johan Cesar Godeffroy (Kiel in Duitsland, 7 juli 1813 – Hamburg-Blankenese, 9 februari 1885) was een Duitse groothandelaar, verzamelaar van natuurhistorische specimens en oprichter van het natuurhistorische museum Museum Godeffroy. 

## Biografie
Hij stamde af van hugenoten die in zich in de 18de eeuw in Hamburg hadden gevestigd. Johan Cesar werkte sinds 1837 in de door zijn voorouders opgerichte handelsfirma J.C. Godeffroy & Sohn en werd na de dood van zijn vader Johan Cesar Godeffroy sr (1781 - 1845) de opvolger. Hij breidde de activiteiten van de firma uit tot eilanden in de Grote Oceaan. De firma handelde in onder andere koper, koffie en wijn. De firma beschikte over 29 grote en ongeveer 100 kleinere zeilschepen.
Goddefroy had Amalie Dietrich langdurig in dienst. Eerst verzamelde zij voor hem gedurende 10 jaar specimens in Australië. Na haar terugkeer in Duitsland werkte zij als conservator in het museum van Goddefroy, totdat dit door de stad Hamburg werd overgenomen. 

## Nalatenschap
Johann Cesar had als hobby het verzamelen van vogels, schelpen, vissen en andere dieren en ook etnografische objecten uit streken die door zijn schepen werden bezocht. In 1861 werd een begin gemaakt met het onderbrengen van deze collectie in een speciaal museum. Hij deed dit in samenwerking met de Zwitserse dierkundige Eduard Heinrich Graeffe (1833–1919) die daarvoor studiereizen maakten naar Polynesië. De dierkundigen Otto Finsch en Ernst Hartert publiceerden in 1867 een rijk geïllustreerde studie over de vogels van Midden-Polynesië aan de hand van de collectie van dit museum en de activiteiten van Graeffe. Het museum heeft tot 1885 bestaan en daarna is de collectie verkocht. Een deel van de etnografische objecten is nu in bezit van het Wereldmuseum Leiden. 
Als eerbetoon zijn ca. 20 organismen naar hem vernoemd zoals de ijsvogel Todiramphus godeffroyi, de vissoort Calumia godeffroyi en de vlinder Papilio godeffroyi.

### Afleeldingen uit de Ornithologie van Viti, Samoa en Tonga

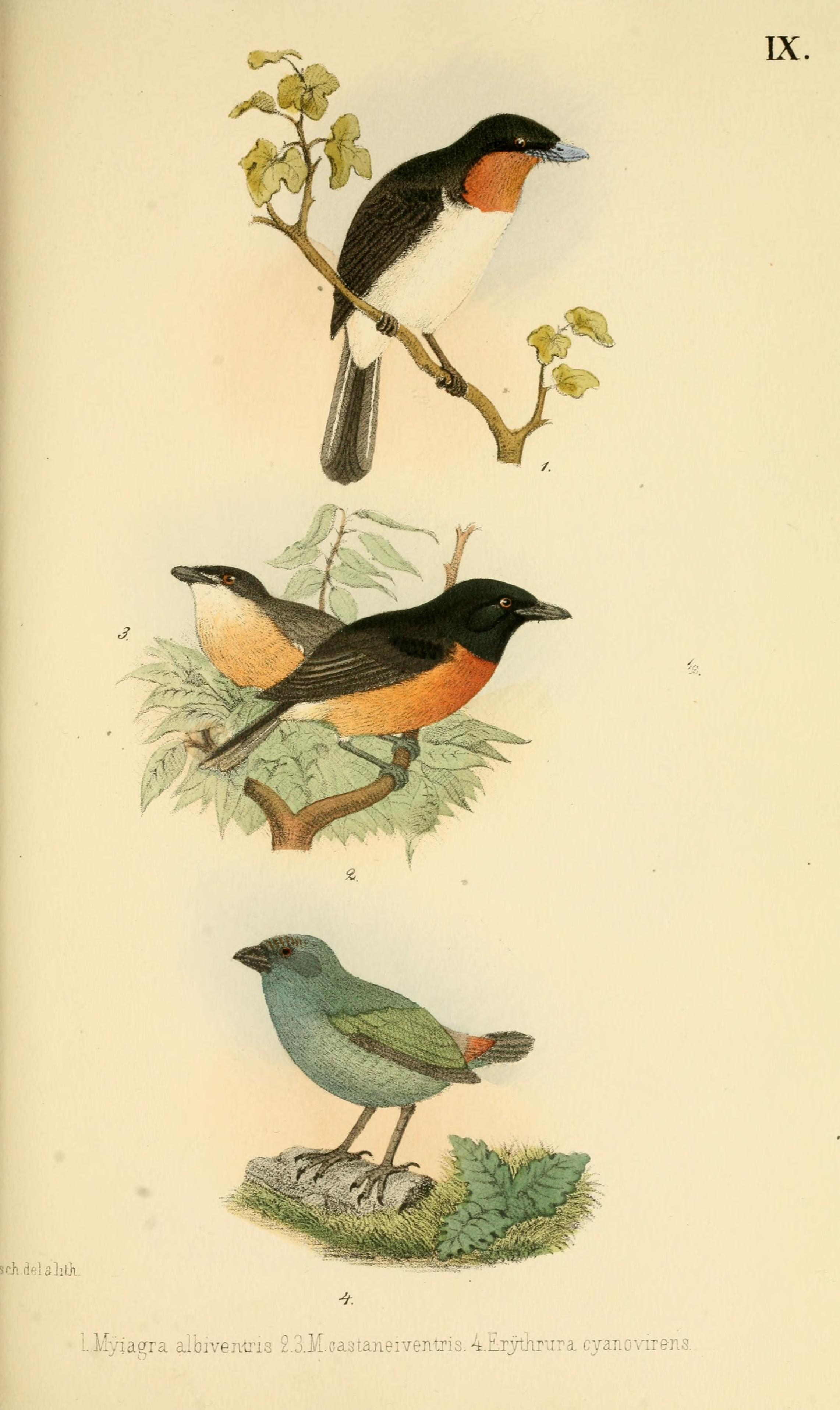
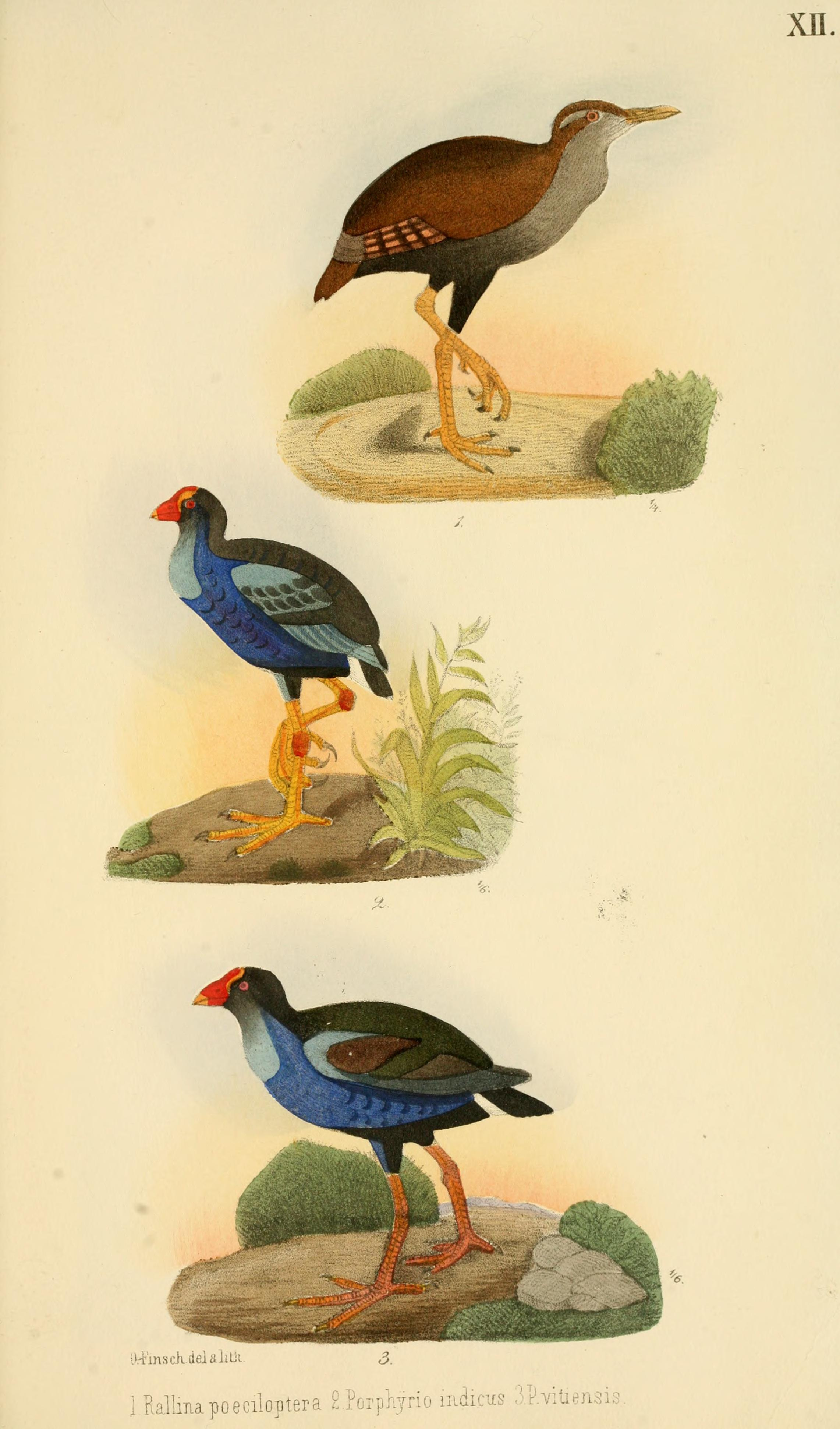
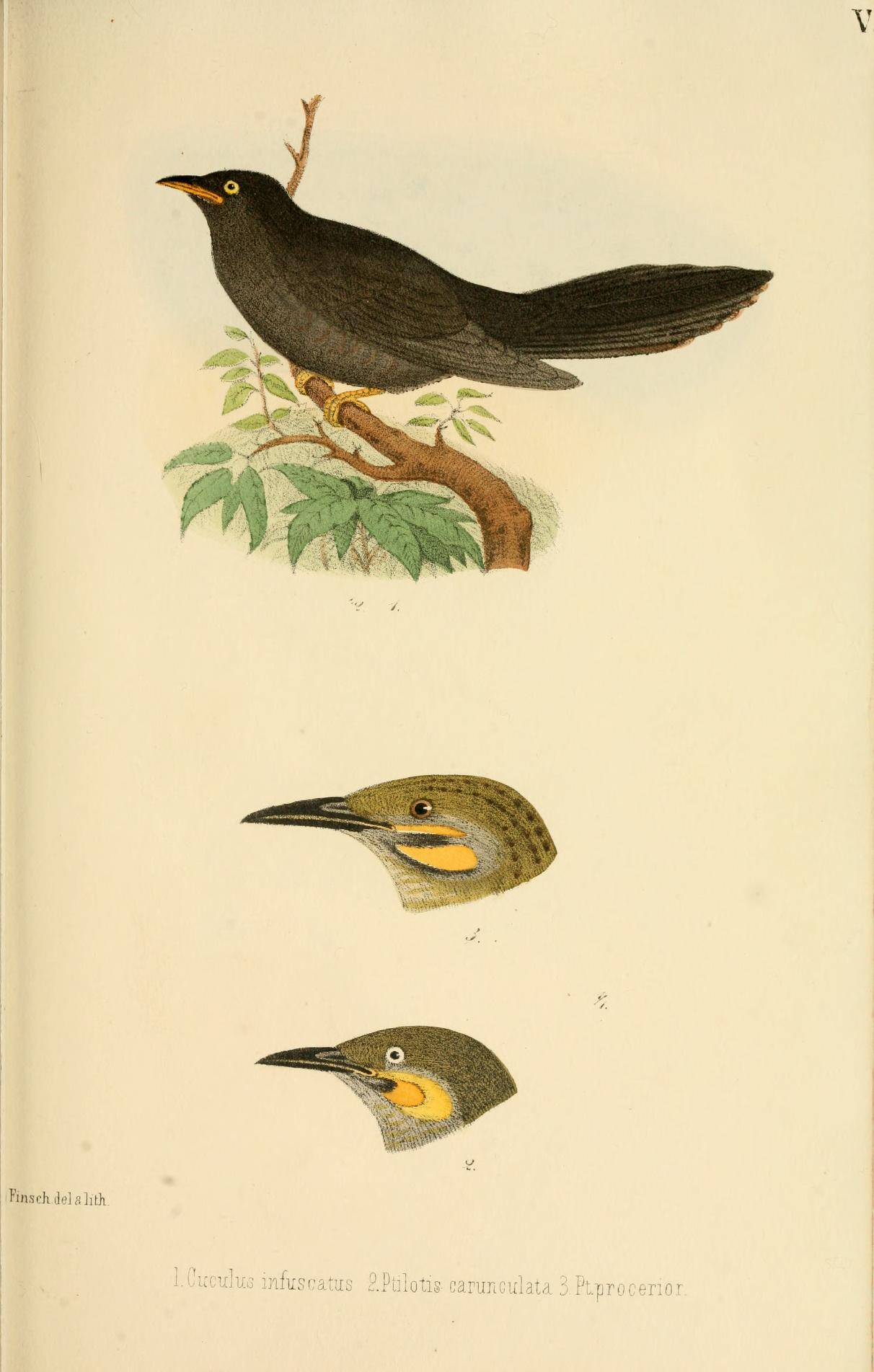